# Гіркий корінь солонцевий
Гіркий корінь солонцевий, сосюрея солончакова (Saussurea salsa) — вид квіткових рослин з родини айстрових, роду гіркий корінь.

## Опис
Багаторічні трав'янисті рослини 15-50 см заввишки. Стебла поодинокі або кілька, над серединою гіллясті. Прикореневі і нижні стеблові листки черешкові; листова пластинка від яйцеподібної до широкоеліптичної, 5-30 × 2-6(-12) см, м'ясиста, ліроподібно-перисто-розділена або перисто-лопатева, обидві поверхні зелені, абаксіально вкраплені залозами, адаксіально розріджені або голі; бічні частки від еліптичних до трикутних, край цілий або неповний; кінцева частка трикутна, стрілоподібна або стрілчаста, велика, край вигнуто-зубчастий або цільний. Середні та верхні стеблові листки сидячі, довгасті, лінійно-видовжені або вузькояйцеподібні, по краю цілокраї або розріджено-зубчасті. Головки численні, в щиткоподібному суцвітті, ніжкові. Обгортка вузькоциліндрична, 4-5 мм в діаметрі. Листочки в 5-7 рядів, павутинні, голі, верхівки тупі або підгострі; зовнішні листки яйцеподібні, 2-3×2-2,5 мм; середні філярії вузькояйцеподібні, 3-10 × 1,5-2 мм; внутрішні листки вузькояйцеподібно-еліптичні, 10-12 × 1-2 мм. Вміст щетинок шилоподібний, 4-4,5 мм. Віночок блідо-фіолетовий, (1-)1,3-1,6 см, трубка 7-9 мм, відгин 6-7 мм. Сім'янка червоно-бура, циліндрична, 2,5-3 мм, гола. папус білий; зовнішня щетина близько 3 мм; внутрішня щетина (0,9-)1,3-1,5 см. 2n = 28.

## Екологія
Цвіте і плодоносить у липні-вересні. Зростає на солончакових луках, лужних степах та луках на висоті 100-3300 метрів над рівнем моря.

## Поширення
Зростає в Китаї у провінціях Ганьсу, Внутрішня Монголія, Цинхай, в Нінся-Хуейському та Сіньцзян-Уйгурському автономних районах, а також в Афганістані, Казахстані, Киргизстані, Монголії, Росії, Таджикистані, Узбекистані, Південно-Західній Азії та у Східній Європі.
В Україні входить до Офіційного переліку регіонально рідкісних рослин Криму.

## Систематика
Базіонім Serratula salsa, був підтверджений Палласом у третьому томі його видання «Reise». У тексті він дав посилання на короткий опис Serratula (без конкретного епітета) з другого тому (Reise Russ. Reich. 2: 444. 1773); а в «Zweytes Register über die lateinischen Anhänge aller drey Theile» без сторінки [другий індекс латинських додатків усіх трьох томів] S. salsa була записана як назва, що належить до опису «Planta salsa ambigui generis», раніше опублікованому в першому томі (Reise Russ. Reich. 1: 502. 1771). У 1826 році Курт Шпренгель відніс цей вид до роду Saussurea, описаного Декандолем у 1810 році.